# Matt DiBenedetto
Matthew Guido DiBenedetto, conocido como Matt DiBenedetto, es un piloto estadounidense de automovilismo que compite en carreras de stock cars. Actualmente corre a tiempo completo en la NASCAR Truck Series para el equipo Rackley WAR.

## Trayectoria

### Primeros años
Matt DiBenedetto se interesó por el automovilismo cuando tenía ocho años. Su padre, que había sido piloto en los años 70 y 80, vio que prefería ver automovilismo a béisbol por la televisión, de modo que le regaló un kart. Después de ganar competiciones de karts corrió en Late Models de ARCA. Sin embargo, en 2008 la familia DiBenedetto tuvo que vender todo el equipamiento por problemas financieros. No obstante, corrió de nuevo en los Late Models en el programa de desarrollo llamado Fat Head Racing Driver Development Program junto a Bubba Wallace, Brennnan Poole y el dueño del programa Jamie Yelton. Sus actuaciones llamaron la atención de Joe Gibbs Racing, que lo fichó para la NASCAR Camping World East Series con ellos.

### NASCAR Xfinity Series

#### Joe Gibbs Racing
En 2009 corrió una carrera de las Nationwide Series para Joe Gibbs Racing, en Memphis, donde fue 14º. Al año siguiente corrió seis carreras, en las que acabó en el top-10 en dos de ellas.
En 2019 volvió a correr una carrera de las Xfinity Series para JGR, en Road America. Fue el piloto con más vueltas lideradas pero, cuando iba segundo, se salió de pista en la última curva de la última vuelta, acabando 27º.

#### Múltiples equipos
Después de correr las Camping World Series East en 2011 y no poder hacerlo en 2012 ante la falta de presupuesto, DiBenedetto fue contratado entre 2012 y 2013 por The Motorsports Group y Vision Racing para participar en la NASCAR Nationwide Series, praticando el start and park, que consiste en dar unas pocas vueltas en la carrera, para luego retirarse de la misma para recibir el dinero conseguido por clasificar al evento. En 2014, DiBenedetto compitió para The Motorsport Group en 29 carreras. En 12 de ellas, fue empleado para start and park, mientras que en 17, no hizo esa práctica, donde acumuló cuatro top 20. Además, sustituyó a Jeffrey Earnhardt en JD Motorsports en dos carreras, ya que había sufrido una accidente de moto. Sin embargo, el cambio de piloto fue en la mitad de ambas carreras, y los puntos obtenidos fueron para Earnhardt.
Para 2016 alternó correr en TriStar Motorsports y MBM Motorsports, practicando start and park en la mayoría de la temporada. Sólo completó dos carreras, logrando un 11° puesto como mejor resultado.

### NASCAR Cup Series

#### BK Racing
En 2015 se unió a BK Racing para correr a tiempo parcial en la NASCAR Cup Series, compartiendo coche con el piloto de la NASCAR Truck Series Johnny Sauter. Sin embargo, tras las 500 Millas de Dayotna, Sauter decidió que no correría más carreras en las Cup Series, de modo que Di Benedetto corrió todas las carreras restantes y luchó por ser el Novato del Año, aunque ese premió fue para Brett Moffitt. Fue 35º, con sólo una llegada entre los veinte primeros. Además, no pudo clasificarse para las dos primeras carreras, en Atlanta Motor Speedway y Las Vegas Motor Speedway.
En 2016 disputó todas las carreras, a excepción de la de Texas, debido a que el día anterior había sufrido una contusión por causa de un fuerte accidente en la carrera de la NASCAR Xfinity Series, entre los tres coches distintos de BK Racing. Esa temporada consiguió su primer top-10 en Bristol con un sexto puesto. Volvió a ser 35º en el campeonato, pero con tres carreras en el top-20 (incluido ese top-10 en Bristol).
El 8 de diciembre de 2016 anunciaba que dejaba de correr para BK Racing, y dos días después anunció que se unía a Go Fas Racing.

#### Go Fas Racing

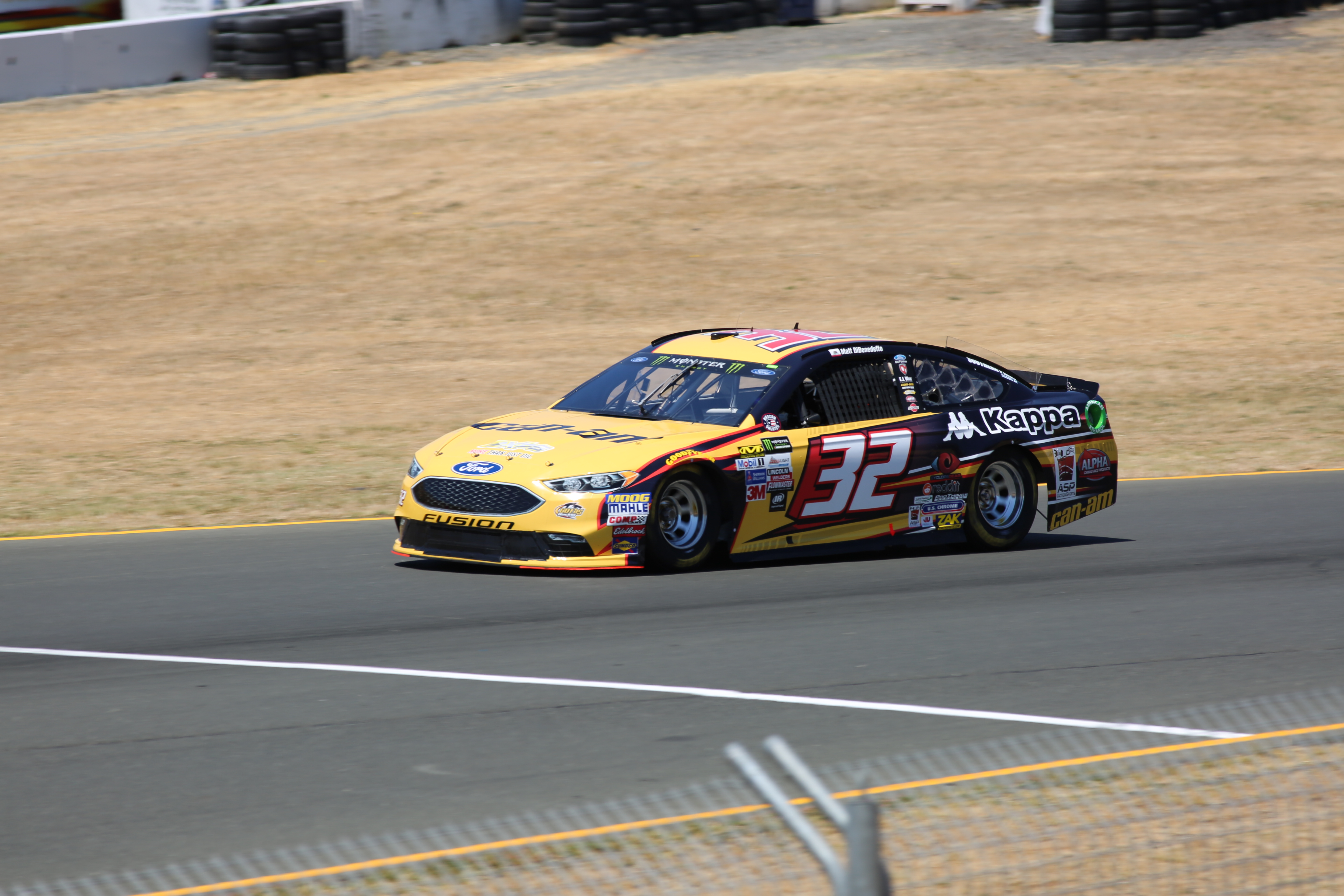
DiBenedetto corriendo en Sonoma en 2017 para Go Fas Racing.

En su primera carrera en Go Fas Racing, en las 500 Millas de Daytona de 2017, consiguió su segundo top-10 al acabar noveno, y el primero del equipo. Logró acabar en el top-10 en otra carrera ese año, en Indianapolis Motor Speedway, donde fue octavo. Ese año acabó 32º en la general, con, además de esos dos top-10, otros tres top-20.
Al año siguiente mejoró hasta la 29.ª posición en la clasificación final. Esa temporada consiguió 6 top-20, incluido un too-10 en la segunda carrera de Daytona, donde fue séptimo. El 7 de septiembre de 2018 DiBenedetto anunció que no volvería a correr para Go Fas Racing. El 10 de octubre se anunció que fichaba por Leavine Family Racing, después de que este equipo no pudiese renovar a Kasey Kahne y el pre-acuerdo con Daniel Hemric no llegase a buen puerto. Se trataba de un contrato de un año de extensión con posibilidad de ampliación.

#### Leavine Family Racing

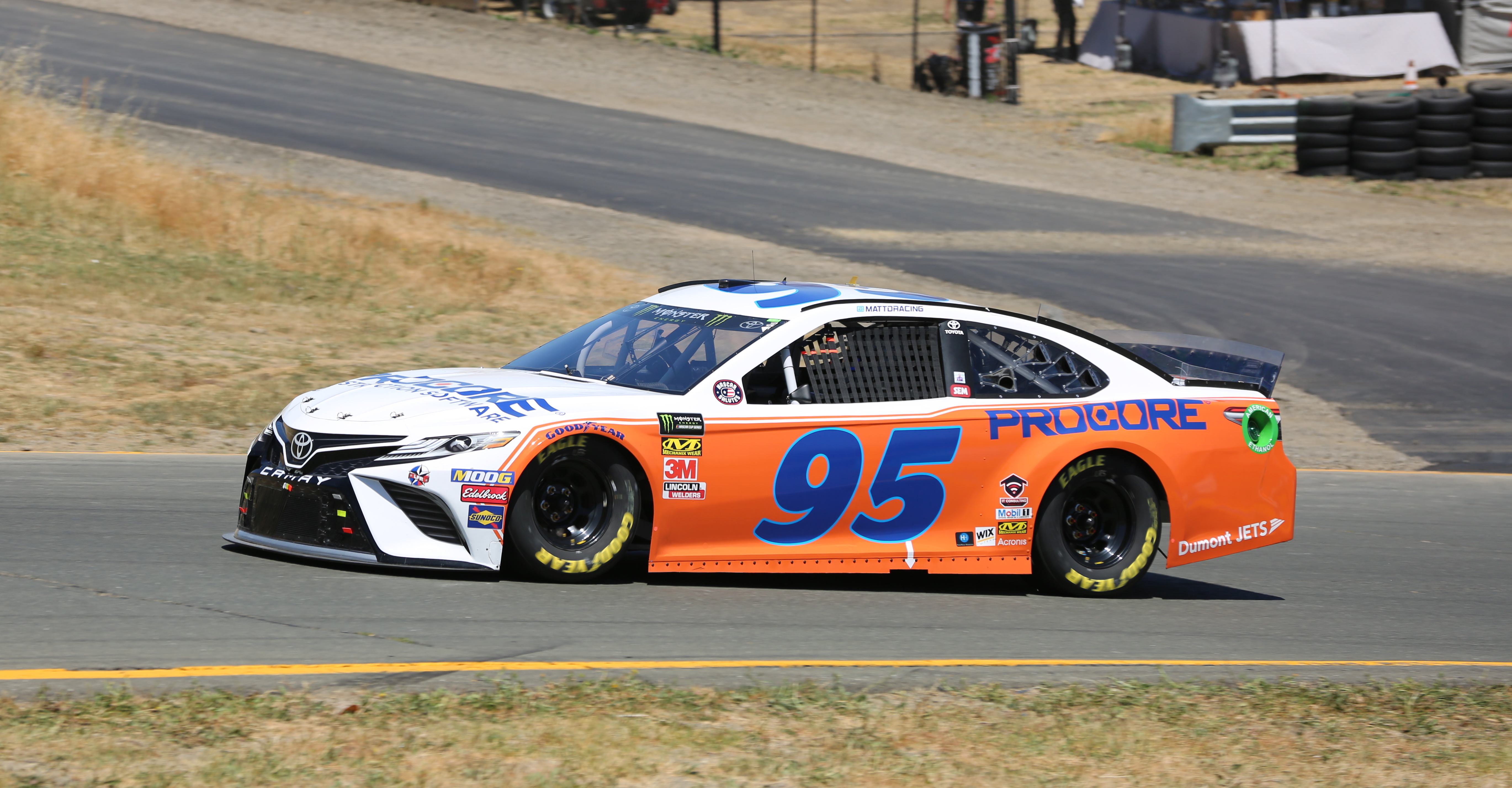
Matt DiBenedetto consiguió su primer top-5 en Sonoma 2019, con un paint scheme dedicado a Darrell Waltrip.

El año comenzó de manera impresionante: siendo el piloto que más vueltas lideró de las 500 Millas de Daytona. Sin embargo, estuvo involucrado en el Big One, de modo que tuvo que abandonar. En Sonoma, donde llevó un vinilaje en el coche en honor a Darrell Waltrip, que ese día se retiraba de la narración de carreras. Con una estrategia de paradas distinta al del resto de pilotos consiguió su primer top-5 en la NASCAR Cup Series, con un cuarto puesto.
El 15 de agosto de 2019 DiBenedetto informó de que el equipo no le renovaría. Dos días después hizo la mejor carrera de su vida, en el Bristol Motor Speedway. Lideró 93 vueltas, pero un golpe con Ryan Newman le hizo perder velocidad tras verse afectada la aerodinámica del coche, de modo que Denny Hamlin le adelantó cuando tan sólo quedaban 11 vueltas. Ese día consiguió el mejor puesto de llegada de su carrera en las Cup Series, un segundo.
Después, el 10 de septiembre se anunció que DiBenedetto correría en 2020 para el equipo Wood Brothers Racing, sustituyendo a Paul Menard, que dejaba de correr a tiempo completo. Finalmente, DiBenedetto fue 22º con 3 top-5 y 7 top-10.

#### Wood Brothers Racing

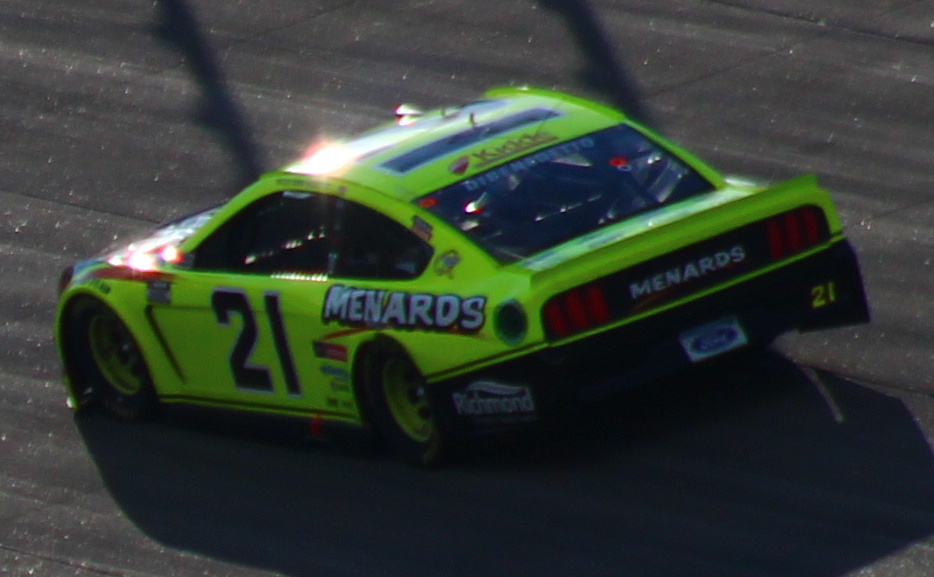
DiBenedetto corriendo en Dover para los Wood Brothers en 2020.

El año empezó bien para DiBendetto, porque si bien en Daytona fue más discreto que el año pasado, en Las Vegas fue segundo. Así, se anotaba otro top-5, pero se le resistía la victoria. A lo largo de la temporada regular estuvo en posición de entrar en los playoffs, pero sus opciones se complicaron tras las carreras de Dover, en las que fue 20º y 17º, mientras que sus rivales por entrar en los playoffs, William Byron y Jimmie Johnson, anotaron top-5 y top-10. Sin embargo, en la carrera definitiva en Daytona, DiBenedetto certificó su primera participación en los playoffs de la NASCAR Cup Series.
Sin embargo, su paso por los playoffs no fue muy duradero, pues cayó eliminado en la primera ronda. A la semana siguiente de ser eliminado fue segundo en la otra carrera celebrada en Las Vegas Motor Speedway. La semana siguiente acabó segundo de nuevo en Talladega Superspeedway, pero, al haber forzado William Byron a cruzar la doble línea amarilla del interior de la trazada, fue relegado a la última posición de entre los que estaban en la vuelta del líder (en realidad a la penúltima, pues Chris Buescher, que también fue sancionado por una acción similar, ocupó la última plaza). Acabó el año con tres top-10 seguidos, acabando 13º en la clasificación general final, el mejor resultado de su carrera en la NASCAR Cup Series.

## Vida personal
DiBenedetto nació en Nevada City, California, pero creció en otra localidad del mismo Estado, Grass Valley. Es hijo de Tony y Sandy DiBenedetto, y tiene tres hermanos: Austin, miembro del Ejército de Estados Unidos, Katie y Kelley.
DiBenedetto se casó con su amiga de la infancia Taylor Carswell, y viven en Hickory, Carolina del Norte.

## Resultados

### Resultados en la NASCAR Cup Series
| Año  | Coche  | N.º | Equipo                | 1      | 2       | 3       | 4      | 5      | 6      | 7      | 8      | 9      | 10     | 11     | 12     | 13     | 14     | 15     | 16     | 17     | 18     | 19     | 20     | 21     | 22     | 23     | 24     | 25     | 26     | 27     | 28     | 29     | 30     | 31     | 32     | 33     | 34      | 35     | 36     | Posición | Puntos |
| ---- | ------ | --- | --------------------- | ------ | ------- | ------- | ------ | ------ | ------ | ------ | ------ | ------ | ------ | ------ | ------ | ------ | ------ | ------ | ------ | ------ | ------ | ------ | ------ | ------ | ------ | ------ | ------ | ------ | ------ | ------ | ------ | ------ | ------ | ------ | ------ | ------ | ------- | ------ | ------ | -------- | ------ |
| 2015 | Toyota | 83  | BK Racing             | DAY    | ATL DNQ | LVS DNQ | PHO 35 | CAL 42 | MAR 31 | TEX 34 | BRI 21 | RCH 37 | TAL 18 | KAN 25 | CLT 34 | DOV 32 | POC 32 | MCH 39 | SON 29 | DAY 26 | KEN 42 | NHA 35 | IND 32 | POC 29 | GLN 26 | MCH 30 | BRI 33 | DAR 35 | RCH 36 | CHI 39 | NHA 30 | DOV 34 | CLT 29 | KAN 30 | TAL 40 | MAR 30 | TEX 35  | PHO 28 | HOM 37 | 35º      | 399    |
| 2016 | Toyota | 93  | BK Racing             | DAY 40 |         |         |        |        |        |        |        |        |        |        |        |        |        |        |        |        |        |        |        |        |        |        |        |        | RCH 37 |        |        |        |        |        | TAL 27 | MAR 32 |         |        |        | 35º      | 386    |
| 2016 | Toyota | 83  | BK Racing             |        | ATL 29  | LVS 31  | PHO 20 | CAL 27 | MAR 29 | TEX 34 | BRI 6  | RCH 30 | TAL 36 | KAN 30 | DOV 40 | CLT 32 | POC 40 | MCH 34 | SON 31 | DAY 33 | KEN 38 | NHA 31 | IND 40 | POC 28 | GLN 34 | BRI 17 | MCH 32 | DAR 26 |        | CHI 30 | NHA 28 | DOV 27 | CLT 25 | KEN 24 |        |        | TEX INJ | PHO 25 |        | 35º      | 386    |
| 2016 | Toyota | 49  | BK Racing             |        |         |         |        |        |        |        |        |        |        |        |        |        |        |        |        |        |        |        |        |        |        |        |        |        |        |        |        |        |        |        |        |        |         |        | HOM 27 | 35º      | 386    |
| 2017 | Ford   | 32  | Go Fas Racing         | DAY 9  | ATL 28  | LVS 26  | PHO 29 | CAL 29 | MAR 35 | TEX 31 | BRI 19 | RCH 28 | TAL 18 | KAN 32 | CLT 37 | DOV 29 | POC 32 | MCH 28 | SON 23 | DAY 13 | KEN 25 | NHA 30 | IND 8  | POC 37 | GLN 28 | MCH 26 | BRI 26 | DAR 27 | RCH 31 | CHI 31 | NHA 31 | DOV 31 | CLT 23 | TAL 31 | KAN 22 | MAR 39 | TEX 25  | PHO 27 | HOM 30 | 32º      | 363    |
| 2018 | Ford   | 32  | Go Fas Racing         | DAY 27 | ATL 31  | LVS 22  | PHO 25 | CAL 31 | MAR 32 | TEX 16 | BRI 21 | RCH 16 | TAL 19 | DOV 29 | KAN 22 | CLT 37 | POC 37 | MCH 36 | SON 17 | CHI 29 | DAY 7  | KEN 37 | NHA 28 | POC 27 | GLN 33 | MCH 24 | BRI 22 | DAR 38 | IND 36 | LVS 24 | RCH 34 | CLT 13 | DOV 27 | TAL 30 | KEN 23 | MAR 36 | TEX 38  | PHO 21 | HOM 26 | 29º      | 368    |
| 2019 | Toyota | 95  | Leavine Family Racing | DAY 28 | ATL 26  | LVS 21  | PHO 28 | CAL 18 | MAR 20 | TEX 26 | BRI 12 | RCH 24 | TAL 31 | DOV 20 | KAN 36 | CLT 39 | POC 17 | MCH 21 | SON 4  | CHI 27 | DAY 8  | KEN 16 | NHA 5  | POC 17 | GLN 6  | MCH 20 | BRI 2  | DAR 8  | IND 18 | LVS 21 | RCH 14 | CLT 11 | DOV 7  | TAL 30 | KEN 15 | MAR 16 | TEX 14  | PHO 13 | HOM 20 | 22º      | 699    |
| 2020 | Ford   | 21  | Wood Brothers Racing  | DAY 19 | LVS 2   | CAL 13  | PHO 13 | DAR 14 | DAR 9  | CLT 17 | CLT 15 | BRI 31 | ATL 25 | MAR 7  | HOM 14 | TAL 26 | POC 13 | POC 6  | IND 19 | KEN 3  | TEX 17 | KAN 36 | NHA 6  | MCH 15 | MCH 7  | DAY 15 | DOV 20 | DOV 17 | DAY 12 | DAR 21 | RCH 17 | BRI 19 | LVS 2  | TAL 21 | CLT 22 | KAN 12 | TEX 8   | MAR 10 | PHO 8  | 13º      | 2249   |
| 2021 | Ford   | 21  | Wood Brothers Racing  | DAY 33 | DAY 37  | HOM 28  | LVS 16 | PHO 14 | ATL 11 | BRI 13 | MAR 12 | RCH 9  | TAL 5  | KAN 4  | DAR 19 | DOV 24 | COT 23 | CLT 18 | SON 23 | NSH 24 | POC 32 | POC 18 | ROA 10 | ATL 9  | NHA 11 | GLN 11 | IND 5  | MCH 6  | DAY 25 | DAR 23 | RCH 18 | BRI 10 | LVS 12 | TAL 35 | CLT 6  | TEX 13 | KAN 23  | MAR 15 | PHO 12 | 18º      | 775    |

### Resultados en las 500 Millas de Daytona
| Año  | Vehículo | Equipo                | Pos. |
| ---- | -------- | --------------------- | ---- |
| 2016 | Toyota   | BK Racing             | 40   |
| 2017 | Ford     | Go Fas Racing         | 9    |
| 2018 | Ford     | Go Fas Racing         | 27   |
| 2019 | Toyota   | Leavine Family Racing | 28   |
| 2020 | Ford     | Wood Brothers Racing  | 19   |
| 2021 | Ford     | Wood Brothers Racing  | 33   |

### Resultados en la NASCAR Xfinity Series
| Año  | Coche     | N.º | Equipo                | 1   | 2   | 3   | 4   | 5   | 6   | 7   | 8   | 9   | 10  | 11  | 12     | 13     | 14     | 15     | 16  | 17  | 18  | 19     | 20     | 21     | 22     | 23  | 24  | 25  | 26  | 27     | 28  | 29  | 30  | 31  | 32     | 33  | 34  | 35  | Posición | Puntos |
| ---- | --------- | --- | --------------------- | --- | --- | --- | --- | --- | --- | --- | --- | --- | --- | --- | ------ | ------ | ------ | ------ | --- | --- | --- | ------ | ------ | ------ | ------ | --- | --- | --- | --- | ------ | --- | --- | --- | --- | ------ | --- | --- | --- | -------- | ------ |
| 2009 | Toyota    | 20  | Joe Gibbs Racing      | DAY | CAL | LVS | BRI | TEX | NSH | PHO | TAL | RCH | DAR | CLT | DOV    | NSH    | KEN    | MLW    | NHA | DAY | CHI | GTY    | IRP    | IOW    | GLN    | MCH | BRI | CGV | ATL | RCH    | DOV | KAN | CAL | CLT | MEM 14 | TEX | PHO | HOM | 124.º    | 121    |
| 2010 | Toyota    | 20  | Joe Gibbs Racing      | DAY | CAL | LVS | BRI | NSH | PHO | TEX | TAL | RCH | DAR | DOV | CLT    | NSH 10 | KEN    | ROA 29 | NHA | DAY | CHI | GTY 29 | IRP 31 | IOW 9  | GLN    | MCH | BRI | CGV | ATL | RCH    | DOV | KAN | CAL | CLT | GTY 24 | TEX | PHO | HOM | 64.º     | 585    |
| 2012 | Chevrolet | 46  | The Motorsports Group | DAY | PHO | LVS | BRI | CAL | TEX | RCH | TAL | DAR | IOW | CLT | DOV 42 |        |        |        |     |     |     |        |        | GLN 41 |        |     |     |     |     |        |     |     |     |     |        |     |     |     | 79.º     | 21     |
| 2012 | Chevrolet | 47  | The Motorsports Group |     |     |     |     |     |     |     |     |     |     |     |        | MCH 41 | ROA 41 | KEN    | DAY | NHA | CHI | IND    | IOW 41 |        | CGV 40 | BRI | ATL | RCH | CHI | KEN 41 | DOV | CLT | KAN | TEX | PHO    | HOM |     |     | 79.º     | 21     |

### Resultados en la NASCAR Truck Series
| Año  | Coche     | N.º | Equipo      | 1      | 2     | 3      | 4      | 5      | 6      | 7      | 8     | 9      | 10     | 11    | 12     | 13     | 14     | 15     | 16     | 17  | 18  | 19  | 20  | 21  | 22  | 23  | Posición | Puntos |
| ---- | --------- | --- | ----------- | ------ | ----- | ------ | ------ | ------ | ------ | ------ | ----- | ------ | ------ | ----- | ------ | ------ | ------ | ------ | ------ | --- | --- | --- | --- | --- | --- | --- | -------- | ------ |
| 2022 | Chevrolet | 25  | Rackley WAR | DAY 10 | LVS 6 | ATL 30 | COT 31 | MAR 15 | BRI 35 | DAR 11 | KAN 7 | TEX 10 | CLT 17 | GTY 6 | SON 10 | KNX 14 | NSH 31 | MOH 19 | POC 12 | IRP | RCH | KAN | BRI | TAL | HOM | PHO | 13º      | 360    |

### Resultados en las ARCA Menards Series
| Año  | Coche  | N.º | Equipo       | 1   | 2   | 3   | 4   | 5   | 6   | 7   | 8   | 9   | 10  | 11  | 12  | 13  | 14  | 15  | 16  | 17    | 18  | 19     | Posición | Puntos |
| ---- | ------ | --- | ------------ | --- | --- | --- | --- | --- | --- | --- | --- | --- | --- | --- | --- | --- | --- | --- | --- | ----- | --- | ------ | -------- | ------ |
| 2011 | Toyota | 14  | Dave McClure | DAY | TAL | SLM | TOL | NJE | CHI | POC | MCH | WIN | BLN | IOW | IRP | POC | ISF | MAD | DSF | SLM 6 | KAN | TOL 12 | 62.º     | 370    |

### Resultados en las ARCA Menards Series East
| Año  | Coche  | N.º | Equipo                     | 1      | 2     | 3      | 4      | 5     | 6     | 7     | 8      | 9      | 10     | 11     | 12     | 13  | 14  | Posición | Pts  |
| ---- | ------ | --- | -------------------------- | ------ | ----- | ------ | ------ | ----- | ----- | ----- | ------ | ------ | ------ | ------ | ------ | --- | --- | -------- | ---- |
| 2009 | Toyota | 18  | Joe Gibbs Racing           | GRE 10 | TRI 1 | IOW    | SBO    | GLN 5 | NHA 1 | TMP 3 | ADI    | LRP 16 | NHA    | DOV 11 |        |     |     | 14º      | 1099 |
| 2011 | Toyota | 15  | X Team Racing              | GRE 5  | SBO 2 | RCH 10 | IOW 13 | BGS 1 | GRE 2 | LGY 4 | NHA 27 | COL 4  | GRE 10 | NHA 4  | DOV 22 |     |     | 4º       | 1741 |
| 2012 | Toyota | 01  | Hattori Racing Enterprises | BRI    | GRE   | RCH    | IOW    | BGS   | GRE   | LGY   | CNB    | COL    | IOW 20 | NHA    | DOV    | GRE | CAR | 72.º     | 24   |